# CD Olimpia
Club Deportivo Olimpia je fotbalový klub z Tegucigalpy, hlavního města Hondurasu. Mezi fanoušky je znám také pod přezdívkami Los Leones (Lvi) a Los Albos (Bílí). Domácí zápasy hraje ve čtvrti Barrio Morazán na národním stadionu Estadio Tiburcio Carías Andino z roku 1948. Klubové barvy jsou bílá, červená a modrá.

## Historie
Olimpia byla založena v roce 1912 jako baseballový klub, v roce 1917 vznikl fotbalový oddíl a v roce 1965 se zprofesionalizoval. Z nejvyšší soutěže nikdy nesestoupil a je jejím dlouhodobě nejúspěšnějším účastníkem s rekordními třiceti mistrovskými tituly. Je také jediným honduraským klubem, který vyhrál Ligu mistrů CONCACAF (v letech 1972 a 1988), dvakrát byl jejím finalistou (1985 a 2000).
Nejlepším střelcem v historii Olimpie je se 196 brankami Wilmer Velásquez, jehož číslo 11 bylo v klubu vyřazeno.
CD Olimpia je nejpopulárnějším týmem v zemi a devátým nejpopulárnějším na americkém kontinentu. Fanklub se nazývá La Ultra Fiel. Hlavními rivaly jsou CD Motagua (vzájemný zápas se nazývá Clasico Capitalino) a CD Marathón (El Clásico National).

## Úspěchy
- Mistr Hondurasu: 1966–67, 1967–68, 1969–70, 1971–72, 1977–78, 1982–83, 1984–85, 1986–87, 1987–88, 1989–90, 1992–93, 1995–96, 1996–97, 1998–99, Apertura 2000, Apertura 2002, Clausura 2004, Clausura 2005, Apertura 2005, Clausura 2006, Clausura 2008, Clausura 2009, Clausura 2010, Apertura 2011, Clausura 2012, Apertura 2012, Clausura 2013, Clausura 2014, Clausura 2015, Clausura 2016
- Vítěz poháru: 1995, 1998, 2015
- Vítěz superpoháru: 1997
- Vítěz Ligy mistrů CONCACAF: 1972, 1988
- Vítěz Ligy CONCACAF: 2017
- Vítěz Poháru středoamerických klubů: 1981, 1999, 2000